# لیام توهی
لیام توهی (انگلیسی: Liam Tuohy; ۲۷ آوریل ۱۹۳۳ – ۱۳ اوت ۲۰۱۶) بازیکن و مربی سابق اهل ایرلند بود.
از باشگاه‌هایی که در آن بازی کرده‌است می‌توان به نیوکاسل یونایتد و باشگاه فوتبال شامروک روورز اشاره کرد. وی همچنین سابقه ۸ بازی در تیم ملی فوتبال جمهوری ایرلند را در کارنامه دارد.